# Conus henckesi
Conus henckesi is een in zee levende slakkensoort uit het geslacht Conus. De slak behoort tot de familie Conidae. Conus henckesi werd in 2004 beschreven door Coltro. Net zoals alle soorten binnen het geslacht Conus zijn deze slakken roofzuchtig en giftig. Zij bezitten een harpoenachtige structuur waarmee ze hun prooi kunnen steken en verlammen.